# Ondavské Matiašovce
Ondavské Matiašovce (in ungherese Zemplénmátyás) è un comune della Slovacchia facente parte del distretto di Vranov nad Topľou, nella regione di Prešov.